# Dirty Rotten Imbeciles
Pour les articles homonymes, voir DRI.
Dirty Rotten Imbeciles (D.R.I.) est un groupe de crossover thrash américain, originaire de Houston, au Texas. Le groupe se compose actuellement du chanteur Kurt Brecht, du guitariste Spike Cassidy, du batteur Rob Rampy et du bassiste Harald Oimoen. Depuis sa création, D.R.I. compte un total de sept albums studio, le dernier étant paru en 1995. Dès lors, le groupe continue ses tournées. 
En 2004, D.R.I. fait paraître un EP démo de quatre musiques intitulé Against Me, leur première apparition depuis presque une décennie. Depuis son lancement, le groupe effectue un grand nombre de changements dans sa formation.

## Biographie

### Débuts (1982–1986)
The Dirty Rotten Imbeciles est formé le 2 mai 1982 dans la ville de Houston, au Texas. La formation originale se compose de Spike Cassidy à la guitare, Kurt Brecht au chant, Eric Brecht à la batterie, et Dennis Johnson à la guitare basse,. Le groupe s'entraîne chez Kurt et Eric, mais les parents de ces derniers, en particulier leur père, n'apprécient pas le son qu'ils jouent. C'est à partir de ce moment que le groupe est nommé, du fait qu'ils aient été décrits comme, littéralement, une « bande de sales petits crétins » (bunch of dirty rotten imbeciles). Le vidéoclip de leur chanson Madman, s'inspire également de cette scène durant laquelle le père d'Eric et Kurt stoppe brutalement le groupe à cause du bruit qu'ils jouent. Ils adoptent à la base le surnom de U.S.D.R.I pendant une courte période avant de se renommer D.R.I. Deux mois plus tard, le 2 juillet 1982, le groupe joue son premier show au Joe Star's OMNI, de Houston. Les 6 et 7 novembre 1982, D.R.I. enregistre ses premières chansons dans un EP intitulé Dirty Rotten EP, avec 22 chansons pour une durée totale de 18 minutes. Seuls 1 000 exemplaires de cet EP ont été créés. Un format vinyle de cet EP a été réédité en 1983, intitulé Dirty Rotten LP. En 1983, D.R.I. part pour San Francisco à bord d'un van dans lequel ils habitent. Dennis Johnson quitte le groupe et repart au Texas. Il est remplacé par Sebastion Amok, et, quelques mois qui suivent, D.R.I. participe à la tournée Rock Against Reagan avec les Dead Kennedys. À la fin de la tournée, ils remplacent Sebastion Amok, qui quitte le groupe pour jouer avec The Dicks, par Josh Pappe.
Ils font ensuite paraître un EP de quatre chansons, intitulé Violent Pacification en 1984. Après une tournée en 1984, Eric Brecht se marie et quitte le groupe. Il est remplacé par Felix Griffin, à cette période âgé de 17 ans. Également en 1984, l'une de leurs chansons, Snap, apparaît sur la compilation P.E.A.C.E. qui présente des musiques d'autres groupes comme Crass, D.O.A., Dead Kennedys et MDC. Leur second album, Dealing With It, est commercialisé en mars 1985. Le groupe part pour une tournée promotionnelle de cet album. Pendant l'enregistrement de l'album, Josh quitte le groupe. Mikey Offender (bassiste du groupe The Offenders) est demandé pour jouer dans l'album. Le 26 avril 1986, ils enregistrent leur show à l'Olympic Auditorium de Los Angeles et font paraître la vidéo sous le titre de Live at the Olympic.

### Période crossover thrash (1987–1996)
Dès l'arrivée de Felix dans D.R.I. en 1984, un nouveau type de public s'ouvre au groupe. Pendant les trois années suivantes, le groupe part en tournée, développe un style différent de musique, et fait paraître son album Crossover en 1987 ; tandis que le groupe débute dans un genre appelé « crossover », ses chansons deviennent plus longues et plus intenses. La presse décrit D.R.I. comme le principal groupe du mouvement « crossover », un style mélangeant punk hardcore et heavy metal. Cette musique leur ramènera un public constitué de punks, de skinheads, et de fans de metal à leurs concerts. Plus tard, leur vidéo Live At The Ritz est enregistrée le 27 juin 1987, au Ritz de New York. En février 1988, les Dirty Rotten Imbeciles reviennent au studio pour y enregistrer leur album à venir, Four of a Kind qui paraîtra à la 100e place du Billboard 200. Ils tournent un vidéoclip pour le titre Suit and Tie Guy, puis leur Dirty Rotten LP est réédité. Le groupe part en tournée promotionnelle en Europe pour leur album Four of a Kind, puis de nouveau rentré au pays, Josh Pappe quitte le groupe pour Gang Green. Il est remplacé par John Menor. Septembre 1989, ils font paraître Thrash Zone et deux vidéoclips ont été tournés pour les titres Beneath the Wheel et Abduction. L'album atteint d'ailleurs la 140e place du Billboard 200. Quelque temps après, Felix Griffin quitte le groupe et se voit remplacer par Rob Rampy.
Début 1992, l'album Definition est commercialisé et distribué par le label Rotten Records. L'album a été enregistré entre juin et juillet 1992. Un vidéoclip pour le titre Acid Rain est ensuite paru. La vidéo a été présentée dans un épisode de Beavis et Butt-Head sur la chaîne télévisée MTV. D.R.I. part en tournée en 1992, aux côtés de Testament. À cette tournée, ils enregistrent leur passage au Hollywood Palladium le 27 novembre. Il paraît sous format album live en 1994 as, sous le titre simple de Live. Le groupe prend part à la tournée Lolitabazooka au printemps 1994. Le 14 novembre 1995, D.R.I. fait paraître Full Speed Ahead. Ils tournent également un vidéoclip pour le titre Syringes In The Sandbox. En janvier 1996, ils partent pour une tournée nord-américaine avec Acid Bath. Mais en avril, Rob et Spike ne pouvaient traverser les frontières canadiennes et les dates de groupe sont alors annulées.

### Inactivité au studio (1997–2005)
Durant 1997 et 1998, D.R.I. continue une tournée mondiale intense, avec des dates européennes et sud-américaines. En mars 1998, D.R.I. lance son propre site Internet officiel. En 1999, D.R.I. participe au Social Chaos. L'une de leurs chansons, I'm The Liar, paraît sur la compilation Social Chaos Tour.
En 2000, Dirty Rotten Imbeciles participe au Millennium 2000 Tour. En 2002, le groupe célèbre son vingtième anniversaire et signe au label Beer City Records qui rééditera leurs anciens albums et DVD. À cette occasion, D.R.I embarque dans une énorme tournée mondiale. Cette tournée se déroule sur les continents nord-américain, sud-américain, européen, et au Japon en 2003. D.R.I. embarque dans une autre tournée en 2004 encore une fois aux États-Unis et en Europe. Ils décident ensuite de se concentrer, avec leur label Beer City, sur le prochain CD/DVD Live At CBGB’s et à la réédition de leur album Crossover. La date de cette réédition est cependant reportée à la suite de la maladie dont souffre Spike.

### Pause et concerts continus (2006–2013)
Pendant leur tournée en 2004, D.R.I. joue quatre chansons à paraître dans leur futur album Full Speed Ahead. Aucun titre officiel ni date de parution n'a été confirmée. En mars 2006, Spike est diagnostiqué d'un cancer du colon,, ce qui mène à l'inactivité du groupe et à l'annulation de leurs dates à venir. En décembre 2006, Spike termine ses séances de chimiothérapie en mars 2006. Une opération chirurgicale lui a été pratiquée sur le grand intestin à partir d'une large incision de 20 cm faite dans son estomac. L'opération, qui s'est faite le 20 mars 2006, s'est bien déroulé, et toute trace de cancer a été éradiquée. En août 2008, le groupe annonce la guérison totale de Spike.
Le 13 avril 2010, Beer City réédite Crossover - Millennium Edition en formats LP et CD Finalement, après quelques années, Crossover est de nouveau commercialisé. Cette réédition est effectuée par l'ingénieur du son Bill Metoyer. Le 15 juin 2010 Beer City réédite The Dirty Rotten EP, The Dirty Rotten LP, Violent Pacification et Dealing With It sur format vinyle. En 2011, D.R.I. part pour une tournée américaine, britannique, irlandaise, néerlandaise, italienne et allemande.

### But Wait… There's More!(depuis 2014)
En février 2016, le groupe annonce la sortie de l'EP But Wait… There's More!, le 10 juin au label Beer City Records,.

## Membres

### Membres actuels
- Spike Cassidy – guitare (depuis 1982)
- Kurt Brecht – chant (depuis 1982)
- Rob Rampy – batterie (depuis 1990)
- Harald Oimoen – guitare basse (depuis 1999)

### Anciens membres
- Dennis Johnson – guitare basse (1982–1983)
- Sebastion Amok – guitare basse (1983)
- Josh Pappe – guitare basse (1984–1985) (1985–1989; décédé le 31 janvier 2020)
- Mikey Offender – guitare basse (1985 ; décédé le 22 septembre 2007)
- John Menor – guitare basse (1989–1994)
- Chumly Porter – guitare basse (1994–1999 ; décédé le 5 juin 2011)
- Eric Brecht – batterie (1982–1984)
- Felix Griffin – batterie (1984–1990)

## Discographie

### Albums studio
- 1983 : Dirty Rotten LP
- 1985 : Dealing with It
- 1987 : Crossover
- 1988 : 4 of a Kind
- 1989 : Thrash Zone
- 1992 : Definition
- 1995 : Full Speed Ahead

### EP
- 1984 : Violent Pacification
- 2001 : The Dirty Rotten Power
- 2016 : But Wait... There's More!

### Albums live
- 1994 : Live
- 2005 : Live at CBGB's 1984

### Compilations
- 2001 : Greatest Hits
- 2002 : The Dirty Rotten CD
- 2008 : Skating to Some Fucked Up Shit

### Vidéos
- 1986 : Live at the Olympic (VHS)
- 1988 : Live at the Ritz (VHS)
- 2005 : Live at CBGB's 1984 (DVD)